# آبشار وارک
آبشار وارک در غرب گردنه نوژیان، بخش پاپی و در شهرستان خرم‌آباد قرار دارد. سرچشمه آبشار یک صخره سنگی است و پس از طی حدود ۱۵ متر از صخره دوم فرو می‌ریزد و آبشار دوم را به وجود می‌آورد. آبشار وارک به آبشار نوژیان نزدیک است. در فصل کم‌آبی ارتفاع قسمت اول ۷ متر با عرض حدود ۱۲ متر و قسمت دوم ۱۵٫۵ متر با عرض ۵٫۵۶ متر منظره‌ای زیبا را در این منطقه می‌توان دید. حداکثر ارتفاع آن به ۵۷ متر می‌رسد و عرضی معادل ۵۰ متر را در بر می‌گیرد. درختان بلوط، گلابی و زالزالک اطراف این آبشار را پوشانده‌اند.